# Хадернер Штерн (станция метро)
«Хадернер Штерн» (нем. Haderner Stern) — станция Мюнхенского метрополитена, расположенная на линии . Станция находится в районе Хадерн (нем. Hadern).

## История
Открыта 22 мая 1993 года. Станция названа в честь рядом расположенного торгового центра, который он находится.

## Архитектура и оформление
Путевые стены выполнены из золотых стеклянных камней. На потолке висит конструкция отражателя, выполненная из гофрированного алюминиевого листа, к которому светильники прикреплены поперек дорожек. Пол выложен гранитными плитами, а в центре — эллипсообразная мозаика Рикарда Дитца. На восточной стороне расположен лифт, который ведёт на улицу Гуардинистштрассе.

## Пересадки
Проходит автобус следующей линии: ночной N40.